# Rhimphoctona montana
Rhimphoctona montana är en stekelart som först beskrevs av Sanborne 1986.  Rhimphoctona montana ingår i släktet Rhimphoctona och familjen brokparasitsteklar. Inga underarter finns listade i Catalogue of Life.